# رنفیلد
آر. ام. رنفیلد (به انگلیسی: R. M. Renfield) یک شخصیت خیالی است که در رمان ترسناک گوتیک دراکولا اثر برام استوکر در سال ۱۸۹۷ ظاهر می‌شود. او خدمتکار متعصب کنت دراکولا است که به او کمک می‌کند تا در نقشه‌اش برای تبدیل مینا هارکر به یک خون‌آشام در ازای عرضه مداوم حشرات برای مصرف و وعدهٔ جاودانگی، به او کمک کند. او که سابقاً یک وکیل بود، توسط دراکولا دیوانه شد و در طول رمان در یک آسایشگاه روانی زندگی می‌کند، جایی که دکتر جان سوارد او را درمان می‌کند.
در فیلم‌های اقتباسی مختلف از این رمان، بازیگرانی چون الکساندر گراناخ، دوایت فرای، کلاوس کینسکی، تام ویتس و پیتر مک‌نیکول نقش‌آفرینی کرده‌اند.